# Karl Vallner
Karl Vallner (Loo, 28 februari 1998) is een Estisch voetballer die speelt als doelman.

## Carrière
Vallner speelde voor de jeugd van JK Loo, FC Flora Tallinn en JK Kalev Tallinn. Voor deze laatste ploeg maakte hij zijn profdebuut in 2014 en was hij gedurende een tijd aanvoerder. In 2021 maakte hij de overstap naar FCI Levadia.
Hij speelde ook al voor verschillende jeugdploegen van Estland.

## Statistieken
| Seizoen         | Club             | Land             | Competitie      | Competitie | Competitie | Beker | Beker | Europees | Europees | Totaal | Totaal |
| Seizoen         | Club             | Land             | Competitie      | Wed.       | Dlp.       | Wed.  | Dlp.  | Wed.     | Dlp.     | Wed.   | Dlp.   |
| --------------- | ---------------- | ---------------- | --------------- | ---------- | ---------- | ----- | ----- | -------- | -------- | ------ | ------ |
| 2014            | JK Kalev Tallinn | Vlag van Estland | Meistriliiga    | 3          | 0          | 0     | 0     | —        | —        | 3      | 0      |
| 2015            | JK Kalev Tallinn | Vlag van Estland | Esiliiga        | 8          | 0          | 2     | 0     | —        | —        | 10     | 0      |
| 2016            | JK Kalev Tallinn | Vlag van Estland | Esiliiga        | 6          | 0          | 0     | 0     | —        | —        | 6      | 0      |
| 2017            | JK Kalev Tallinn | Vlag van Estland | Esiliiga        | 19         | 0          | 2     | 0     | —        | —        | 21     | 0      |
| 2018            | JK Kalev Tallinn | Vlag van Estland | Meistriliiga    | 18         | 0          | 0     | 0     | —        | —        | 18     | 0      |
| 2019            | JK Kalev Tallinn | Vlag van Estland | Meistriliiga    | 31         | 0          | 2     | 0     | —        | —        | 33     | 0      |
| 2020            | JK Kalev Tallinn | Vlag van Estland | Meistriliiga    | 29         | 0          | 5     | 0     | —        | —        | 34     | 0      |
| 2021            | JK Kalev Tallinn | Vlag van Estland | Esiliiga        | 0          | 0          | 4     | 0     | —        | —        | 4      | 0      |
| 2021            | FCI Levadia      | Vlag van Estland | Meistriliiga    | 30         | 0          | 2     | 0     | —        | —        | 32     | 0      |
| 2022            | FCI Levadia      | Vlag van Estland | Meistriliiga    | 24         | 0          | 2     | 0     | 4        | 0        | 30     | 0      |
| 2023            | FCI Levadia      | Vlag van Estland | Meistriliiga    | 0          | 0          | 0     | 0     | 3        | 0        | 3      | 0      |
| Carrière totaal | Carrière totaal  | Carrière totaal  | Carrière totaal | 168        | 0          | 19    | 0     | 7        | 0        | 194    | 0      |

## Erelijst
- FCI Levadia
  - Estische voetbalbeker: 2021